# 45 męczenników wojny domowej w Hiszpanii
45 męczenników wojny domowej w Hiszpanii – 1 października 1995 roku papież Jan Paweł II dokonał beatyfikacji ofiar prześladowań antykatolickich okresu hiszpańskiej wojny domowej, zamordowanych z nienawiści do wiary (łac) odium fidei i uznanych przez Kościół katolicki za męczenników.
W grupie wyniesionych na ołtarze w czasie Mszy świętej na Placu Świętego Piotra w Watykanie znaleźli się:
- Męczennicy z kapłańskiego Stowarzyszenia Robotników Diecezjalnych (dziewięć osób) – wspominani 23 lipca[3]
- Męczennicy z zakonu pijarów (trzynaście osób) – wspominani 22 września[2][4]
- Męczennice ze zgromadzenia nauki chrześcijańskiej (siedemnaście osób) – wspominani 20 listopada[5]
- Męczennicy z Towarzystwa Maryi (trzy osoby) – wspominani 18 września[6]

oraz Anzelm Polanco Fontecha i Filip Ripoll Morata – wspominani 7 lutego, a także Wincenty Vilar David – wspominany 14 lutego.